# Lathrolestes aquilus
Lathrolestes aquilus là một loài tò vò trong họ Ichneumonidae.